# 제3차 가쓰라 내각
제3차 가쓰라 내각(일본어: 第3次桂内閣)은 원로, 내대신 겸 시종장 가쓰라 다로가 제15대 내각총리대신으로 임명되어, 1912년 12월 21일부터 1913년 2월 20일까지 존재한 일본의 내각이다.
재임 기간이 62일간이어서 히가시쿠니노미야 내각(54일간)의 뒤를 이어 역사상 두 번째 단명 내각이다.

## 재직 기간
- 1912년(다이쇼 원년) 12월 21일 ~ 1913년(다이쇼 2년) 2월 20일
- 재직 일수 : 62일

## 개요
당시 이른바 ‘게이엔 시대’라고 불리며 가쓰라 다로와 사이온지 긴모치는 교대로 정권을 맡아 내각을 조직하였다. 이번에는 가쓰라 다로가 내각총리대신으로 추천되어야 했지만 이 무렵에 야마가타 아리토모와의 불화가 심각해져 4개월 전 다이쇼 천황의 즉위를 기회로 내대신 겸 시종장으로 제사를 올리고 있었다. 원로 중에서 마쓰카타 마사요시가 추천되었지만 고령을 이유로 사퇴하고, 야마모토 곤노효에와 히라타 도스케도 내각을 조직하는데 자신이 없다며 사퇴하자 야마가타 아리토모도 부득이 가쓰라 다로를 재차 추천하게 됐다. 가쓰라는 야마가타에 의존하지 않고 관료 세력으로 내각을 조직하였으며 사이토 마코토를 우조(優詔)로 해군대신에 유임시켰다. 가쓰라가 구상한 입헌정우회 반대 세력의 합동에 의한 신당 구상을 야마가타는 인정할 생각이 없었다. 한편 정국의 암부를 모르는 국민은 가쓰라가 제2차 가쓰라 내각 재임시와 같이 정권 복귀의 야심이 있으며 제2차 사이온지 내각의 붕괴도 그의 책동으로 간주하였다.
그 결과 ‘헌정옹호·문벌타파’를 기치로 내건 헌정 옹호 운동이 시작됐고, 가쓰라는 이에 대항하여 야마가타의 반대를 무시하며 신당 구상을 내걸어 이토 히로부미의 입헌정우회 결성의 예를 모방하려고 하였다. 하지만 오자키 유키오의 내각 불신임안 취지 설명 연설을 기회로 가쓰라가 제국의회의 정회를 명하자 의사당은 군중에게 둘러싸였다. 다이쇼 천황의 조서를 입헌정우회에 내려 내각에 협력시키려고 하였지만 입헌정우회 총재 사이온지의 설득에도 불구하고 당의에 의해서 거절됐다. 결국 가쓰라는 정회의 연장을 명했는데 의사당을 둘러싼 군중은 격앙돼 도쿄 시내는 대혼란에 빠지게 됐다. 중의원 의장 오오카 이쿠조의 설득으로 가쓰라는 내각 총사직을 결단하였다(다이쇼 데모크라시). 직후에 가쓰라는 병으로 쓰러져 사망하였으며, 신당 입헌동지회의 출범을 볼 수 없었다. 한편 일련의 혼란 속에서도 야마가타의 지위는 변함이 없었다.

## 인사

### 국무대신
| 직책         | 대수 | 성명              | 성명 | 주요 경력                      | 재직 기간                          | 비고 |
| ------------ | ---- | ----------------- | ---- | ------------------------------ | ---------------------------------- | ---- |
| 내각총리대신 | 15   | 가쓰라 다로       |      | 공작·육군대장                  | 1912년 12월 21일 ~ 1913년 2월 20일 |      |
| 외무대신     | 25   | 가쓰라 다로       |      | 공작·육군대장                  | 1912년 12월 21일 ~ 1913년 1월 29일 | 겸직 |
| 외무대신     | 26   | 가토 다카아키     |      | 주영공사 도쿄니치니치신문 사장 | 1913년 1월 29일 ~ 1913년 2월 20일  |      |
| 내무대신     | 28   | 오우라 가네다케   |      | 자작 농상무대신                | 1912년 12월 21일 ~ 1913년 2월 20일 |      |
| 대장대신     | 20   | 와카쓰키 레이지로 |      | 대장차관                       | 1912년 12월 21일 ~ 1913년 2월 20일 |      |
| 육군대신     | 20   | 기고시 야스쓰나   |      | 남작·육군중장                  | 1912년 12월 21일 ~ 1913년 2월 20일 |      |
| 해군대신     | 17   | 사이토 마코토     |      | 남작·해군중장                  | 1912년 12월 21일 ~ 1913년 2월 20일 |      |
| 사법대신     | 17   | 마쓰무로 이타스   |      | 자작                           | 1912년 12월 21일 ~ 1913년 2월 20일 |      |
| 문부대신     | 23   | 시바타 가몬       |      | 내각서기관장 척식국 총재       | 1912년 12월 21일 ~ 1913년 2월 20일 |      |
| 농상무대신   | 24   | 나카쇼지 렌       |      | 체신차관                       | 1912년 12월 21일 ~ 1913년 2월 20일 |      |
| 체신대신     | 20   | 고토 신페이       |      | 남작                           | 1912년 12월 21일 ~ 1913년 2월 20일 |      |

### 기타
| 직책         | 대수 | 성명            | 성명 | 주요 경력   | 재직 기간                          | 비고 |
| ------------ | ---- | --------------- | ---- | ----------- | ---------------------------------- | ---- |
| 내각서기관장 | 17   | 에키 다스쿠     |      | 척식국 부장 | 1912년 12월 21일 ~ 1913년 2월 20일 |      |
| 법제국장관   | 14   | 이치키 기토쿠로 |      |             | 1912년 12월 21일 ~ 1913년 2월 20일 |      |